# Homoseksualizm w klasyfikacji DSM
Homoseksualizm w klasyfikacji DSM był sklasyfikowany jako dewiacja seksualna zarówno w pierwszym wydaniu Diagnostycznego i statystycznego podręcznika zaburzeń psychicznych (DSM-I) z 1952 roku, jak i w drugim wydaniu (DSM-II) z 1968 roku. W grudniu 1973 roku Zarząd Amerykańskiego Towarzystwa Psychiatrycznego (APA) zagłosował za usunięciem homoseksualizmu z DSM i zastąpieniem go zaburzeniem orientacji seksualnej. W kwietniu 1974 roku decyzję Zarządu w referendum poparło 58% głosujących członków Towarzystwa.
Głównym czynnikiem, który przyczynił się do depatologizacji homoseksualizmu przez APA, była działalność aktywistów gejowskich, znaczenie miały również opinie niektórych lekarzy kwestionujące dotychczasowe podejście do homoseksualizmu, rosnąca w siłę antypsychiatria oraz wpływ młodszego pokolenia psychiatrów. Działacze gejowscy, poprzez formę społecznego protestu, wywierali naciski na środowisko APA w celu zmiany nastawienia psychiatrii. Uznając ówczesne teorie psychiatryczne za główną przyczynę piętna społecznego, którego doświadczali, doprowadzili do zakłócenia przebiegu dorocznych spotkań Amerykańskiego Towarzystwa Psychiatrycznego w 1970 i 1971 roku. A następnie w latach 1971–1973 uczestniczyli w oficjalnych dyskusjach z psychiatrami.
Obecnie istnieje naukowy konsensus, że homoseksualizm jest normalnym wariantem ludzkiej seksualności, co potwierdzają oświadczenia szeregu organizacji naukowych, m.in. Światowej Organizacji Zdrowia, Światowego Towarzystwa Psychiatrycznego, Panamerykańskiej Organizacji Zdrowia, Amerykańskiego Towarzystwa Psychiatrycznego, Amerykańskiego Towarzystwa Psychologicznego, Amerykańskiego Towarzystwa Psychoanalitycznego i Amerykańskiego Towarzystwa Medycznego.

## Wydarzenia w latach 1948–1969

### Ukazanie się Raportu Kinseya oraz analizy Forda i Beacha
Po II wojnie światowej psychoanaliza uzyskała dominujący wpływ w amerykańskiej psychiatrii. W tamtym okresie źródłem wiedzy psychiatrycznej o homoseksualizmie były niereprezentatywne badania na pacjentach lub więźniach. I wtedy pojawili się naukowcy, którzy rzucili wyzwanie psychiatrii patologizującej homoseksualizm. Pierwsze wyzywanie rzucili biolog Alfred Kinsey i jego współpracownicy oraz antropolog Clellan Ford i biolog Frank Beach.
W 1948 roku Kinsey opublikował raport na temat seksualności amerykańskich mężczyzn – Sexual Behavior in the Human Male. Wiele osób było zszokowanych jego wynikami, ponieważ uczestnicy badania przyznawali się do różnorodnych zachowań seksualnych, również takich, które nie były społecznie akceptowane, a nawet zakazane przez prawo. Najwięcej kontrowersji wzbudziły (i nadal budzą) dane dotyczące homoseksualizmu. Wynikało z nich bowiem, że 37% mężczyzn ma za sobą co najmniej jedno doświadczenie homoseksualne zakończone orgazmem, 10% mężczyzn jest głównie homoseksualnych przez przynajmniej 3 lata swojego życia, a 4% mężczyzn jest wyłączne homoseksualnych przez całe swoje życie. Te rezultaty świadczyły o tym, że homoseksualizm jest powszechniejszy, niż wcześniej sądzono i podważały pogląd, że jest on nienaturalny. Badane osoby nie stanowiły reprezentatywnej próby amerykańskiego społeczeństwa, przez co dane Kinseya na temat homoseksualizmu były zawyżone.
W 1951 roku Ford i Beach opublikowali analizę dotyczącą zachowań seksualnych różnych społeczności ludzkich i różnych gatunków zwierząt (zwłaszcza naczelnych) – Patterns of Sexual Behavior. Stwierdzili, że homoseksualizm regularnie występuje w przyrodzie, oraz że niektóre rodzaje zachowań seksualnych w obrębie tej samej płci były uważane za normalne i akceptowane w 49 z 76 społeczności.

### Publikacja DSM-I
W 1952 roku homoseksualizm został sklasyfikowany jako dewiacja seksualna i umieszczony wśród socjopatycznych zaburzeń osobowości w pierwszym wydaniu Diagnostycznego i Statystycznego Podręcznika Zaburzeń Psychicznych (DSM-I) opracowanego przez Amerykańskie Towarzystwo Psychiatryczne. W grupie dewiacji seksualnych znalazły się również: transwestytyzm, pedofilia, fetyszyzm oraz sadyzm. Podręcznik zaznaczał, że osoby, u których zdiagnozowano socjopatyczne zaburzenie osobowości: „są przede wszystkim chore pod względem społecznym i dostosowania się do dominującego środowiska kulturowego, a nie tylko z punktu widzenia osobistego dyskomfortu i relacji z innymi osobami”.

### Ukazanie się badania Hooker
Drugim wyzwaniem dla psychiatrii było przełomowe badanie psycholog Evelyn Hooker, które ukazało się w 1957 roku na łamach „Journal of Projective Techniques”. Dotyczyło ono związku między orientacją seksualną a psychopatologią. Było to pierwsze badanie w historii, w którym porównano niepoddawanych leczeniu psychiatrycznemu i nieprzebywających w więzieniu homoseksualistów z analogiczną grupą osób heteroseksualnych. Homoseksualistów do badania rekrutowano przez organizację homoseksualną z Kalifornii – Mattachine Society. Autorka badania przyznała, że próba badawcza nie jest losowa, a uzyskanie jej byłoby niezwykle trudne, jeśli nie niemożliwe. 30 homoseksualnych mężczyzn zostało dopasowanych pod względem wieku, IQ i wykształcenia do 30 heteroseksualnych mężczyzn. Hooker poddała ich trzem testom projekcyjnym: MAPS, TAT i testowi Rorschacha. Uzyskane wyniki przekazała ekspertom do oceny. Eksperci na podstawie wyników testu Rorschacha nie potrafili rozróżnić homoseksualistów od heteroseksualistów w sposób statystycznie istotny. Autorka badania wstępnie zasugerowała, że osoby homoseksualne są normalne pod względem psychicznym. W tamtym czasie większość psychologów uważała test Rorschacha za doskonały wyznacznik zdrowia psychicznego. Współcześnie, prawdopodobnie mniejszość z nich oceniłaby czyjeś zdrowie psychiczne na podstawie tego testu.

### Wydanie Raportu Wolfendena w USA
W 1963 roku konsensus wśród psychiatrów w sprawie patologizacji homoseksualizmu został podkreślony w napisanym przez Karla Menningera wstępie do amerykańskiego wydania Raportu Wolfendena, brytyjskiego dokumentu z 1957 roku dotyczącego statusu prawnego homoseksualizmu i prostytucji. Menninger zgodził się z głównym wnioskiem raportu, że dobrowolne stosunki homoseksualne między dorosłymi osobami nie powinny być uważane za przestępstwo, ale zignorował wniosek mówiący o tym, że homoseksualizm nie jest chorobą psychiczną, stwierdzając, że homoseksualizm „stanowi dowód niedojrzałości seksualnej i zahamowania lub regresji rozwoju psychicznego. Bez względu na to, co opinia publiczna mówi na temat homoseksualizmu, psychiatrzy nie mają wątpliwości co do nienormalności takiego zachowania”.

### Publikacja DSM-II
W opublikowanej w 1968 roku klasyfikacji DSM-II homoseksualizm znalazł się w grupie dewiacji seksualnych w kategorii zaburzeń osobowości i innych określonych zaburzeń niepsychotycznych. Do dewiacji seksualnych zaliczono również fetyszyzm, pedofilię, transwestytyzm, ekshibicjonizm, wojeryzm, sadyzm i masochizm.
Psychiatrzy Irving Bieber i Charles Socarides w końcu lat 60. byli wiodącymi i stanowczymi zwolennikami patologizacji homoseksualizmu. W 1968 roku homoseksualni aktywiści pojawili się na konwencie Amerykańskiego Towarzystwa Medycznego, gdzie Socarides dawał wykład. Żądali dopuszczenia przeciwników patologizacji homoseksualizmu do dyskusji na przyszłych konwentach, domagali się też swojego udziału w tych dyskusjach oraz przeprowadzenia neutralnych badań nad homoseksualizmem.
Niedługo po ukazaniu się drugiego wydania DSM psychoanaliza zaczęła tracić na popularności wśród członków Amerykańskiego Towarzystwa Psychiatrycznego. Wtedy zaczęła też rosnąć w siłę grupa młodych psychiatrów, nazywanych „Młodymi Turkami”, których irytowała słaba systematyka oraz brak jednoznacznych zasad i kryteriów diagnostycznych w psychoanalitycznej psychiatrii.

### Zamieszki w Stonewall
Lata 60. były dekadą gniewu, buntu i frustracji. Pod koniec tamtego dziesięciolecia ponad pół miliona amerykańskich żołnierzy uczestniczyło w wojnie w Wietnamie, a straty w ludziach sięgnęły dziesiątek tysięcy. Feministki, studenci, Afroamerykanie, a w końcu geje i lesbijki zorientowali się, że ich opinie były lekceważone i postanowili to zmienić.
W czerwcu 1969 roku doszło do zamieszek w gejowskim barze Stonewall w Nowym Jorku. Zapoczątkowały one ruch wyzwolenia gejów. Pojawiły się dwie nowe i bardzo wpływowe organizacje homoseksualne: Front Wyzwolenia Gejów (GLF) i Gay Activist Alliance (GAA). Działacze homoseksualni uznali teorie psychiatryczne za główną przyczynę piętna społecznego, którego doświadczali. GLF był otwarcie wojujący i radykalny politycznie, wręcz rewolucyjny. Celem tej organizacji było nie tylko „wyzwolenie” osób homoseksualnych, ale wszystkich „ciemiężonych” przez kapitalizm.

## Wydarzenia w latach 1970–1974

### 1970–1971

#### Spotkanie APA w San Francisco
Gdy w maju 1970 roku Stany Zjednoczone dokonały inwazji na Kambodżę, studenci Uniwersytetu w Kencie podpalili budynek szkolenia rezerwowych oficerów korpusu. W odpowiedzi na ten atak żołnierze Gwardii Narodowej zastrzelili 4 studentów i ranili kilku kolejnych. Na fali protestów, które ogarnęły kraj, gejowscy aktywiści wspólnie z feministkami podjęli wysiłek w celu zakłócenia przebiegu dorocznego spotkania Amerykańskiego Towarzystwa Psychiatrycznego w San Francisco. Podczas panelu dotyczącego homoseksualizmu i transseksualizmu znieważono Irvinga Biebera. Kolejne wydarzenia rozegrały się na sali, na której odbywała się dyskusja panelowa poświęcona seksualności i gdzie znajdowały się setki lekarzy. Doszło na niej do przepychanek słownych między aktywistami i feministkami a psychiatrami. Ponadto protestujący zabierali mikrofony, przez które następnie artykułowali swoje żądania: „Przestańcie mówić o nas i zacznijcie rozmawiać z nami” i „My was wysłuchaliśmy, teraz wy wysłuchajcie nas”. Większość psychiatrów opuściła salę. Jeden z lekarzy zadzwonił po policję, żeby zastrzeliła protestujących. Ci, którzy zostali, musieli wysłuchiwać, jak działacze gejowscy określają psychiatrię jako narzędzie tortur i ucisku.

#### Zaproszenie aktywistów gejowskich przez Kenta Robinsona
Psychiatra Kent Robinson spotkał się z Larrym Littlejohnem, jednym z aktywistów, którzy zakłócili spotkanie psychiatrów. Robinson dowiedział się, że działacze homoseksualni chcą wziąć udział w następnym zjeździe Amerykańskiego Towarzystwa Psychiatrycznego. Zgodził się przekazać ich żądanie władzom Towarzystwa. John Ewing, przewodniczący Komitetu Programowego, przystał na to gdy Robinson ostrzegł go, że odmowa oznacza ryzyko jeszcze większego zakłócenia spotkania. Kent Robinson nie znał żadnego homoseksualnego psychiatry, a regulamin konwentu APA mówił, że przewodniczącym proponowanej sesji musi być psychiatra, więc sam zgłosił na to stanowisko. Za wskazaniem Littlejohna, Robinson skontaktował się z Frankiem Kamenym, najbardziej znanym aktywistą gejowskim w Waszyngtonie, w celu zaproszenia jego i innych działaczy na zjazd APA.

#### Publikacja książkiThe Manufacture of Madness
W 1970 roku Thomas Szasz, psychiatra i psychoanalityk, przedstawiciel rosnącego w siłę ruchu antypsychiatrycznego, który uważał choroby psychiczne za mity, poświęcił homoseksualizmowi specjalną uwagę w swojej książce The Manufacture of Madness. Według niego, patologizacja homoseksualizmu usankcjonowała nowy rodzaj polowania na czarownice, gdzie „lekarz zastąpił księdza, a pacjent czarownicę”. Szasz dowodził, że diagnoza homoseksualizmu jest używana przez psychiatrów w celu potwierdzenia i utrzymywania własnych uprzedzeń, oraz że uznanie osób homoseksualnych za chorych psychicznie jest gołosłowną deklaracją, złożoną przez psychiatrię represyjnemu społeczeństwu, chętnemu do wymuszania konformizmu na swoich członkach. Jego zdaniem, choroby psychiczne były po prostu przejawami zachowań, które społeczeństwu się nie podobały i które chciało kontrolować.

#### Atak Frontu Wyzwolenia Gejów na konferencję naukową w Los Angeles
W tamtych latach psychiatrzy, którzy dawali publiczne wykłady na temat homoseksualizmu jako choroby, mogli oczekiwać, że zostaną przywitani przez wrogą demonstrację gejowskich aktywistów oraz że zobaczą ulotki potępiające ich i odmawiające im prawa do wypowiadania się. Celem ataków ruchu homoseksualnego stały się też kościoły i media.
W październiku 1970 roku odbywająca się w Los Angeles naukowa konferencja poświęcona terapii behawioralnej została zaatakowana przez członków Frontu Wyzwolenia Gejów. Podczas wyświetlania filmu pokazującego techniki leczenia homoseksualizmu rozległy się głosy aktywistów krzyczących o „średniowiecznych torturach” i „barbarzyństwie”. Gdy jeden z naukowców próbował bronić technik ukazanych w filmie, został zakrzyczany przez demonstrantów.

#### Zjazd APA w Waszyngtonie
Mimo zaproszenia na konwent APA, gejowscy aktywiści postanowili kolejny raz wstrząsnąć psychiatrią. Frank Kameny, obawiając się słabości i względnej zachowawczości własnej organizacji, którą była Mattachine Society of Washington, zwrócił się o pomoc do działaczy Frontu Wyzwolenia Gejów i Gay Activist Alliance. Członkowie trzech organizacji homoseksualnych połączyli siły i ze szczegółami zaplanowali atak. Doszło do niego w maju 1971 roku podczas spotkania Amerykańskiego Towarzystwa Psychiatrycznego w hotelu Shoreham w Waszyngtonie. Działacze gejowscy i antywojenni wtargnęli na konwent. Wcześniej protestujący przeciwko wojnie w Wietnamie zablokowali wszystkie mosty prowadzące do miasta, a homoseksualni aktywiści zablokowali drzwi przeciwpożarowe, które prowadziły do sali konwokacyjnej. Kameny, będąc na tej sali, chwycił za mikrofon i przemówił do lekarzy: „Psychiatria to nasz wróg wcielony. Psychiatria wypowiedziała bezwzględną wojnę w celu naszej eksterminacji. Możecie to uznać za deklarację wojny przeciwko wam”.
Na oficjalnym spotkaniu, w którym wzięli udział działacze homoseksualni, Frank Kameny przyjął łagodniejszą pozę. Panel dyskusyjny nosił nazwę Lifestyles of Non-Patient Homosexuals. Aktywiści argumentowali, że nie potrzebują terapii. Larry Littlejohn powiedział: „Uważam, że homoseksualny styl życia dla ludzi, którzy chcą tak żyć, jest piękny i powinien być doceniony”. Zarówno treść, jak i ton dyskusji, jaka później nastąpiła, sugerowały, że każdy, kto sprzeciwiał się obecności działaczy gejowskich albo zrezygnował z uczestnictwa w sesji, albo został zmuszony do milczenia. Tylko jeden z obecnych na spotkaniu psychiatrów odważył się na ich krytykę, mówiąc, że wbrew ich twierdzeniom nie wszyscy członkowie APA są zwolennikami Biebera i Socaridesa. Aktywiści odpowiedzieli mu, wzywając psychiatrów do złamania monopolu lekarzy uważających homoseksualizm za zaburzenie. Na końcu spotkania Frank Kameny i Larry Littlejohn poinformowali Kenta Robinsona, że chcą przedstawić członkom Komitetu Nazewnictwa Amerykańskiego Towarzystwa Psychiatrycznego swoje żądania odnośnie do usunięcia homoseksualizmu z klasyfikacji zaburzeń psychicznych. Pośpiesznie zostało zorganizowane ich spotkanie z Robertem Cambellem, który obiecał, że przekaże ich wiadomość swoim kolegom.

#### Zapowiedź zmiany w DSM
Pod koniec 1971 roku Zespół Zadaniowy ds. Społecznych Amerykańskiego Towarzystwa Psychiatrycznego zalecił rozważenie zasadności umieszczenia homoseksualizmu w klasyfikacji DSM. Po otrzymaniu tego zalecenia Henry Brill, przewodniczący Komitetu Nazewnictwa, odpisał, że w jego komitecie pojawiły się opinie, że „zachowanie homoseksualne niekoniecznie jest oznaką zaburzenia psychicznego i podręcznik diagnostyczny powinien to odzwierciedlać”.

### 1972

#### Debata na łamach „International Journal of Psychiatry"
W marcu czasopismo naukowe „International Journal of Psychiatry” opublikowało artykuł Homosexuality as a Mental Illness autorstwa Richarda Greena. Według niego, nie było dowodów na poparcie twierdzenia, że homoseksualizm jest chorobą psychiczną. Na pracę Greena odpowiedziało kilku naukowców. Judd Marmor i Martin Hoffman wyrazili jasne i jednoznaczne poparcie dla stanowiska, że patologizacja homoseksualizmu jest niczym więcej niż moralnym osądem, przebranym w naukowy język. Natomiast Charles Socarides i Lawrence Hatterer bronili zasadności klasyfikowania homoseksualizmu jako zaburzenia.

#### Konwent APA w Dallas
W maju 1972 roku w Dallas miał miejsce doroczny konwent Amerykańskiego Towarzystwa Psychiatrycznego. Na panelu dyskusyjnym Psychiatry: Friend or Foe to Homosexuals: A Dialogue pojawili się działacz gejowski Frank Kameny, lesbijska aktywistka Barbara Gittings oraz homoseksualny psychiatra John Fryer, który jako Dr H Anonymous wystąpił w bujnej peruce, gumowej masce, za dużym o kilka rozmiarów smokingu i z mikrofonem zniekształcającym głos. Jego wyznanie „Jestem homoseksualistą. Jestem psychiatrą” zszokowało innych lekarzy. Fryer mówił o dyskryminacji gejowskich psychiatrów, o ich ciągłym życiu w strachu i ukrywaniu swojej orientacji seksualnej. Opowiedział o grupie, którą w konspiracji tworzyli homoseksualni członkowie APA i którą nazwali Gay-PA. Podczas swojej przemowy oznajmił również, że na konwencie znajduje się ponad stu homoseksualnych psychiatrów, wzywając ich do znalezienia sposobów, które pomogłyby zmienić nastawienie ludzi do homoseksualizmu. Kameny i Gittings, oprócz uczestnictwa w panelu, zorganizowali wystawę Gay, Proud and Healthy: The Homosexual Community Speaks. Wystawa zawierała zdjęcia par gejowskich i lesbijskich oraz materiały na temat ruchu wyzwolenia gejów. Według wiedzy Kameny’ego, był to pierwszy zjazd Amerykańskiego Towarzystwa Psychiatrycznego, na którym nie zaprezentowano artykułów opisujących homoseksualizm jako chorobę.

#### Zjazd Stowarzyszenia na Rzecz Rozwoju Terapii Behawioralnej
W październiku w Nowym Jorku odbyło się spotkanie członków Stowarzyszenia na Rzecz Rozwoju Terapii Behawioralnej. Miejscem spotkania był Hotel Hilton. Był to pierwszy w historii zjazd organizacji naukowej o zasięgu ogólnokrajowym, na który zaproszono otwarcie przyznających się do swojego homoseksualizmu specjalistów. Ponad stu działaczy Gay Activist Alliance demonstrowało przed hotelem, ponieważ dowiedzieli się, że na zjeździe będą prezentowane prace dotyczące leczenia gejów. Niewielkiej grupce protestujących udało się wedrzeć do środka. Gejowscy działacze, którzy znaleźli się na sali konferencyjnej, przejęli kontrolę nad spotkaniem, gdzie wykład o wykorzystaniu prądu do terapii homoseksualizmu dawał psycholog Richard Quinn. Na miejscu był też Robert Spitzer, członek Komitetu Nazewnictwa Amerykańskiego Towarzystwa Psychiatrycznego, który postanowił zaprosić aktywistów, żeby wystąpili przed jego komitetem i na zjeździe Towarzystwa. Przyjęcie zaproszenia było rozważane przez władze Gay Activist Alliance, które postanowiły, że o ile wyślą swoich reprezentantów na dyskusję z lekarzami, to jednak każdy z nich powinien prezentować siebie indywidualne. Organizacja chciała w ten sposób uniknąć podejrzeń o współpracę z psychiatrami, których w tamtym czasie uważała za wrogów. Ron Gold został desygnowany na przewodniczącego delegacji.

### 1973–1974

#### Spotkanie Komitetu Nazewnictwa APA z działaczami gejowskimi
8 lutego 1973 roku Komitet Nazewnictwa Amerykańskiego Towarzystwa Psychiatrycznego spotkał się z komitetem złożonym z siedmiu gejowskich działaczy przysłanych przez Gay Activist Alliance. Miejscem spotkania był Instytut Psychiatrii Uniwersytetu Columbia w Nowym Jorku. Z przyczyn politycznych aktywiści zaprzeczyli, że reprezentują organizację homoseksualną. Ich podstawowym celem było usunięcie homoseksualizmu z klasyfikacji DSM. Chcieli też, żeby próba zmiany orientacji seksualnej stała się niedopuszczalna, nawet gdyby pacjent o nią poprosił. Ich zamiarem było również pozbawienie wpływu moralności na diagnostykę nielegalnych zachowań seksualnych. Liczyli na to, że gdy moralność nie będzie już grała żadnej roli, to wszystkie warianty seksualności staną się akceptowane. Ron Gold, przewodniczący komitetu działaczy, postulował odrzucenie DSM w całości, ale nie uzyskał poparcia u innych aktywistów. Część z nich chciała usunięcia wszystkich zaburzeń seksualnych, z wyjątkiem pedofilii. Działacze obawiali się, że postawienie takiego żądania w tamtym czasie, mogłoby skomplikować sprawę, jaką było wykreślenie homoseksualizmu z klasyfikacji. Uzgodnili więc między sobą, że ograniczą swoją argumentację do usunięcia tylko samego homoseksualizmu. Charles Silverstein, gejowski aktywista, z wykształcenia psycholog, zaprezentował przed Komitetem Nazewnictwa oświadczenia popierające wykreślenie homoseksualizmu z DSM, które zostały napisane przez przychylnych gejom naukowców oraz cytował badania (m.in. badanie Hooker z 1957 roku) mające dowodzić normalności homoseksualizmu. Jedno z cytowanych oświadczeń zostało napisane przez Wardella Pomeroya, współautora Raportów Kinseya. Silverstein argumentował, że homoseksualizm został umieszczony w klasyfikacji ze względów moralnych, a nie naukowych. Przedstawił też list Sigmunda Freuda do matki homoseksualisty, w którym Freud stwierdził, że homoseksualizmu nie można traktować jako choroby. Psychiatrzy byli pod wrażeniem jego wystąpienia. Ponieważ żaden członek Komitetu Nazewnictwa APA nie był ekspertem od homoseksualizmu, istniało znaczne zainteresowanie w zaprezentowanych przez Silversteina danych.

#### Kolejna zapowiedź zmiany w DSM
9 lutego w wywiadzie dla „New York Times”, przewodniczący Komitetu Nazewnictwa Amerykańskiego Towarzystwa Psychiatrycznego Henry Brill, poinformował, że w ciągu kilku miesięcy ma nadzieję wydać oświadczenie odnośnie do właściwego kierunku zmiany w podejściu do homoseksualizmu. W odpowiedzi na jego słowa psychiatrzy Charles Socarides i Irving Bieber utworzyli Doraźny Komitet Przeciwko Usunięciu Homoseksualizmu z DSM-II.
W marcu Rada Towarzystwa Medycyny Psychoanalitycznej pod kierownictwem Socaridesa i Biebera przyjęła rezolucję przeciwko usunięciu homoseksualizmu z klasyfikacji DSM. Również Instytut Psychoanalizy poinformował APA, że Zarząd Instytutu jednogłośnie zaaprobował identyczną rezolucję. Wiosną Rada Wykonawcza Amerykańskiego Towarzystwa Psychoanalitycznego na 60. konwencie wezwała do wstrzymania wszelkich działań zmierzających do wykreślenia homoseksualizmu z podręcznika DSM, sugerując, że potrzeba „więcej czasu na pożyteczne badanie i namysł”.

#### Konwent APA w Honolulu
W maju 1973 roku w Honolulu odbyło się spotkanie Amerykańskiego Towarzystwa Psychiatrycznego, na którym zorganizowano sympozjum poświęcone obecności homoseksualizmu w DSM. W dyskusji wzięło udział sześciu psychiatrów – Robert Stoller, Judd Marmor, Irving Bieber, Charles Socarides, Richard Green i Robert Spitzer oraz jeden gejowski aktywista – Ron Gold. Za usunięciem homoseksualizmu z klasyfikacji zaburzeń psychicznych opowiedziało się trzech psychiatrów – Stoller, Marmor i Green, a za jego pozostawieniem w DSM dwóch – Bieber i Socarides. Spitzer, który zorganizował i przewodniczył sympozjum, nie zajął jednoznacznego stanowiska w jego trakcie. Jedna strona na podstawie badań dowodziła, że zachowania homoseksualne były akceptowane w wielu kulturach, że zaobserwowano je u zwierząt (analiza Forda i Beacha z 1951 roku), że homoseksualizm nie wiąże się z psychopatologią, a druga strona prezentowała badania dowodzące, że homoseksualizm jest zaburzeniem. Gold dokonał krytyki psychiatrii, oskarżając ją o bycie podstawą systemu opresji wobec osób homoseksualnych, a teorię mówiącą o tym, że homoseksualizm jest chorobą, nazwał „zbiorem kłamstw”. Według Stolera, nie tylko diagnoza homoseksualizmu była nie do utrzymania, ale większość pozostałych diagnoz psychiatrycznych. Jego zdaniem, cały system wymagał radykalnej naprawy.
Roberta Spitzera do usunięcia homoseksualizmu z klasyfikacji ostatecznie przekonało spotkanie z grupą homoseksualnych psychiatrów (Gay-PA).  W jego miejsce zaproponował nową diagnozę – zaburzenie orientacji seksualnej, która miała traktować homoseksualizm jako zaburzenie tylko wtedy, gdy dana osoba odczuwała z jego powodu niepokój, konflikt wewnętrzny lub chciała zmienić swoją orientację seksualną. Według niego, homoseksualizm sam w sobie nie spełniał kryteriów, żeby traktować go jako zaburzenie psychiczne, to znaczy ani nie powodował subiektywnego cierpienia u wielu osób homoseksualnych, ani zasadniczo nie upośledzał ich funkcjonowania w społeczeństwie. Spitzer przewidywał, że „grupy homoseksualnych aktywistów bez wątpienia będą twierdzić, że psychiatria uznała wreszcie homoseksualizm za tak samo normalny jak heteroseksualizm. Będą one w błędzie”. Jego propozycja miała być kompromisem między poglądami obydwu stron sporu. Ponadto Spitzer z Ronem Goldem napisali projekt rezolucji w sprawie praw obywatelskich osób homoseksualnych. W Komitecie Nazewnictwa istniało jednomyślne poparcie dla tego projektu, ale nie w kwestii depatologizacji homoseksualizmu.

#### Otwarcie Instytutu Tożsamości Człowieka
1 czerwca homoseksualni terapeuci otworzyli Instytut Tożsamości Człowieka przeznaczony dla homoseksualnych pacjentów. Gejowscy psychologowie i pracownicy socjalni zaczęli pojawiać się w prasie, radiu i telewizji, gdzie debatowali z psychiatrami. Reprezentowali oni ruch społeczny, który media chciały pokazywać.

#### Decyzja Komitetu Nazewnictwa APA
Pod koniec czerwca Henry Brill w liście do Waltera Bartona, dyrektora medycznego APA, informował, że Komitet Nazewnictwa APA jest „całkowicie podzielony” w sprawie wykreślenia homoseksualizmu z klasyfikacji zaburzeń psychicznych – część psychiatrów jest przeciwko, jeden do dwóch członków popiera szybkie usunięcie, a reszta jest niezdecydowana. Przewodniczący Komitetu Nazewnictwa wyraził w liście swoją opinię: „Pod względem społecznym wydaje się, że mocne argumenty przemawiają na korzyść wykreślenia homoseksualizmu z podręcznika, ale z medycznego i psychiatrycznego punktu widzenia sprawa w żadnym razie nie jest oczywista”. Brill zasugerował też przeprowadzenie sondażu na warstwowej próbie członków Amerykańskiego Towarzystwa Psychiatrycznego. Jego propozycja została odrzucona przez władze Towarzystwa. Russell Monroe, przewodniczący Rady ds. Badań i Rozwoju określił ją jako „niedorzeczną”, stwierdzając, że nie można opracowywać nomenklatury przez głosowanie. Ostatecznie Komitet Nazewnictwa nie poparł wniosku Roberta Spitzera o usunięcie homoseksualizmu z DSM. Spitzer postanowił rozwiązać sprawę, wysyłając swój wniosek do rady Monroego w celu jego zaopiniowania.

#### Decyzje Rady ds. Badań i Rozwoju, Zgromadzenia Ogólnego i Komitetu Referencyjnego APA
W październiku 1973 roku odbyło się spotkanie Rady ds. Badań i Rozwoju Amerykańskiego Towarzystwa Psychiatrycznego. Bezpośrednio przed zebraniem rada otrzymała list od działacza gejowskiego Rona Golda. Wyraził on zaniepokojenie nową proponowaną kategorią diagnostyczną (zaburzeniem orientacji seksualnej). Nie podobało mu się, że nowa diagnoza ograniczała się wyłącznie do homoseksualistów. Jego zdaniem, osoby heteroseksualne też mogły się źle czuć ze swoją orientacją seksualną i chcieć ją zmienić. Propozycję Spitzera skrytykował również za to, że nie uznał on homoseksualizmu za normalny wariant ludzkiej seksualności. Dla części członków rady próba nacisku z zewnątrz stanowiła sytuację, która była nie do przyjęcia z naukowego punktu widzenia. Niektórzy z nich uważali, że Robert Spizer i jego zwolennicy z Komitetu Nazewnictwa tak szybko chcieli rozstrzygnąć kwestię homoseksualizmu, że wielokrotnie naruszyli przyjęte procedury rozpatrywania takich spraw. Po debacie członkowie rady uznali, że jednak należy przyśpieszyć decyzję, gdyż patologizacja homoseksualizmu stała się źródłem cierpienia osób homoseksualnych. Ostatecznie rada rozpatrzyła wniosek Spitzera o usunięcie homoseksualizmu z podręcznika DSM i jednogłośnie zagłosowała za jego przyjęciem.
W listopadzie zarówno Zgromadzenie Ogólne, jak i Komitet Referencyjny APA, przy sprzeciwie części psychiatrów, większością głosów poparły propozycję Roberta Spitzera.

#### Decyzja Zarządu APA
15 grudnia 1973 roku Zarząd Amerykańskiego Towarzystwa Psychiatrycznego zagłosował (13 głosów za, 0 przeciw, 2 wstrzymujące się) za usunięciem homoseksualizmu z DSM i zastąpieniem go zaburzeniem orientacji seksualnej, ale zastrzegał, że nie oznacza to uznania homoseksualizmu za „normalny czy tak samo wartościowy jak heteroseksualizm”. Władze Towarzystwa spodziewały się, że działacze gejowscy błędnie zinterpretują ich decyzję: „Niewątpliwie grupy homoseksualnych aktywistów będą twierdzić, że psychiatria uznała wreszcie homoseksualizm za tak samo normalny jak heteroseksualizm. Będą one w błędzie”. Zarząd zagłosował również (przy jednym głosie wstrzymującym się) za zatwierdzeniem rezolucji popierającej prawa obywatelskie homoseksualistów. W rezolucji stwierdzono, że „homoseksualizm sam w sobie nie oznacza osłabienia zdolności osądu, stabilności, wiarygodności i zdolności do wykonywania zawodu” i wezwano do depenalizacji kontaktów homoseksualnych oraz zaprzestania dyskryminacji osób homoseksualnych w takich obszarach jak: zatrudnienie, usługi, mieszkalnictwo i licencjonowanie.
Tego samego dnia odbyła się konferencja prasowa APA, na której obecni byli działacze organizacji homoseksualnych. Alfred Freedman, prezes APA, podkreślał ograniczone znaczenie naukowe decyzji o depatologizacji homoseksualizmu, jednocześnie eksponując jej ogromne znaczenie społeczne. Gazety w całym kraju donosiły o tym wydarzeniu. Jedna z nich ogłosiła: „Homoseksualiści zostali błyskawicznie uleczeni”.

#### Referendum
Psychiatrzy niezadowoleni z decyzji Zarządu zażądali przeprowadzenia referendum wśród członków Amerykańskiego Towarzystwa Psychiatrycznego. 16 grudnia na dorocznym konwencie Amerykańskiego Towarzystwa Psychoanalitycznego w Nowym Jorku pod petycją o jego zorganizowanie zebrano ponad 200 podpisów. Charles Socarides, inicjator referendum, bronił go jako „wspaniale demokratycznego i ważnego narzędzia”. Irving Bieber, który deklarował się jako przeciwnik demokratycznego podejmowania decyzji w sprawach naukowych, uzasadniał konieczność organizacji referendum tym, że Zarząd naruszył standardy naukowe, głosując za usunięciem homoseksualizm z DSM, a głosowanie wśród członków APA przynajmniej odzwierciedli wiedzę naukową szerokiej grupy psychiatrów. Władzie APA zgodziły się na referendum.
Kierownictwo Amerykańskiego Towarzystwa Psychiatrycznego starało się bronić decyzji o wykreśleniu homoseksualizmu z podręcznika zaburzeń psychicznych jako naukowej. Socarides i Harold Voth, członkowie Doraźnego Komitetu Przeciwko Usunięciu Homoseksualizmu z DSM-II, napisali list skierowany do ogółu psychiatrów, w którym wzywali do sprzeciwienia się decyzji Zarządu, twierdząc, że Towarzystwo znalazło się pod kontrolą gejowskich aktywistów. W kontrze do nich Ron Gold i Robert Spitzer napisali list adresowany do członków Towarzystwa, w którym przekonywali lekarzy, aby opowiedzieli się za poparciem decyzji Zarządu. Pod ich listem podpisało się wielu znaczących psychiatrów, wliczając w to samego prezesa Amerykańskiego Towarzystwa Psychiatrycznego Alfreda Freedmana i ówczesnych kandydatów na to stanowisko. List nie zawierał informacji, że został opłacony przez National Gay Task Force, nową organizację homoseksualną, założoną przez Golda, Bruce’a Voellera i Jean O’Leary. Kopie obu listów zostały rozesłane do członków APA. Gdy Socarides i jego zwolennicy dowiedzieli się, że list Golda i Spitzera został sfinansowany przez organizację gejowską, oskarżyli władze APA o oszustwo i zażądali przeprowadzenia wewnętrznego dochodzenia.
W kwietniu 1974 roku odbyło się referendum, w którym udział wzięło ponad 10 tysięcy z około 17 tysięcy członków APA. 58% (5854) poparło decyzję Zarządu o wykreśleniu homoseksualizmu z DSM, a 37,8% (3810) zagłosowało przeciw.
Lekarze sprzeciwiający się usunięciu homoseksualizmu z klasyfikacji zaburzeń psychicznych argumentowali, że psychiatrzy, który poparli Zarząd, byli zazwyczaj młodsi i mieli mniejsze doświadczenie kliniczne w kontaktach z homoseksualnymi pacjentami oraz głosowali ze względu na kwestię praw obywatelskich. Jako przyczynę takiego wyniku referendum wymieniali również to, że Zarząd i jego sojusznicy przekonali większość głosujących psychiatrów, że dalsza stygmatyzacja osób homoseksualnych jako chorych psychicznie zaszkodzi ich profesji. Socarides twierdził, że pozytywnym skutkiem referendum jest to, że świadomość problemu homoseksualizmu dotarła do większej liczby lekarzy, więc może będą oni bardziej skłonni go leczyć, zamiast ignorować, jak to często miało miejsce w przeszłości. Psychiatrzy, nawet ci, którzy poparli decyzję Zarządu, powszechnie uważali, że zarówno oni, jak i ich koledzy będą mogli efektywniej pomagać homoseksualistom rzeczywiście potrzebującym pomocy.
W lipcu ukazał się siódmy wydruk podręcznika DSM-II, w którym homoseksualizm zastąpiono nową kategorią diagnostyczną – zaburzeniem orientacji seksualnej.
W grudniu 1974 roku Zarząd APA zaaprobował końcowy raport Doraźnego Komitetu do Zbadania Przebiegu Referendum. Komitet wyraził w nim sprzeciw zarówno wobec przeprowadzania referendum, jak i głosowania Zarządu w kwestiach naukowych. Oświadczył on również, że ani sygnatariusze listu Golda i Spitzera, ani Socarides, nie dopuścili się nieetycznego zachowania, przyznając, że rozsyłanie kopii listu bez ujawniania źródła jego finansowania było „nierozsądne”. Żeby uniknąć w przyszłości podobnych zdarzeń, Komitet zalecił pełną transparentność dokumentów przeznaczonych do wpływania na członków Towarzystwa.